# Солецкая волость
Солецкая волость — административно-территориальная единица в составе Порховского уезда Псковской губернии РСФСР в 1924 — 1927 годах. Центром был город Сольцы.
В рамках укрупнения дореволюционных волостей губернии, Солецкая волость была образована в соответствии с декретом ВЦИК от 10 апреля 1924 года из упразднённых Дорогостицкой, Нижнешелонской, Солецкой волостей и разделена на сельсоветы: Дубровский, Илеменский, Ретновский, 1-й Солецкий, 2-й Солецкий. В январе 1927 года упразднены 1-й и 2-й Солецкий сельсоветы и образованы Куклинский, Ситенский, Солецкий сельсоветы.
В рамках ликвидации прежней системы административно-территориального деления РСФСР (волостей, уездов и губерний), Солецкая волость была упразднена в соответствии с Постановлением Президиума ВЦИК от 1 августа 1927 года, а её территория была включена в состав новообразованного Солецкого района Новгородского округа Ленинградской области.